# Хваршини
Хваршини (рус. Хваршины, енгл. Кhvarshis) су нахско-дагестански народ који живи у сјеверним државама, а највећи број њих тренутно живи у Севернокавкаском федералном округу, у републици Дагестан, која је иначе највећа руска република на сјеверном Кавказу.

## Подручје и језик
Хваршини живе у селима на истоку планинског дела Дагестана на десној обали горњег дела реке Анди-Којсу. Административно, живе у пет села (Хварши, Инхоквари, Квантлада, Сантлада и Хвајни) који припадају сеоским совјетима Хварши и Инхоквари у Цумадинском округу у Дагестану. Сусједи Хваршина су Чамалали на сјеверу, Тиндинци на сјеверозападу, Авари на истоку и западу и Дидојци на југу.
Хваршински језик припада дидојској подгрупи сјеверозападне (аваро-андо-дидојске) групе дагестанских језика и има два дијалекта: хваршински (рус. хваршинский) и инхокварински (рус. инхокваринский) дијалекат. Током вијекова у рјечник овог народа преузете су многе ријечи из језика других народа. Тако, у свакодневној комуникацији могу се примјетити ријечи из аварског, арапског, турског и грузијског језика. У 20. вијеку руски језик је имао најјачи утицај посебно у смислу политичког и техничког вокабулара.
Хваршини немају сопствени писани језик, па из тог разлога користе аварски. Аварски језик је постао заједнички језик за комуникацију, а матерњи језик је сведен на кућну употребу унутар домова Хваршинаца. Хваршински језик је мало проучен. Прве записе о њиховом језику написао је Р. Еркерт на крају 19. вијека. Током протеклих 50 година хваршински језик су озбиљније проучавали Е. Бокарев, Д. Ломаишвили и Е. Ломадзе.

## Становништво
Званично, Хваршини су сматрани као посебан народ, само на попису из 1926. године. У новијим пописима регистровани су као Авари. Подаци за 1958. и 1967. који су приказани у табели потичу из радова академика и података које су прикупили истраживачи на терену.
| Година | Број становништва          |
| ------ | -------------------------- |
| 1926.  | 1 019                      |
| 1958.  | 1 800 (Ј. Дешеријев)       |
| 1967.  | више од 1 000 (Е. Бокарев) |

Антрополошки гледано, Хваршини су најсличнији кавкаском типу балканско-кавкаске расе. Такође се могу приметити карактеристичне особине каспијског типа. Хваршини се од осталих народа разликују по томе што имају светлију косу и кожу него остатак дагестанских народа.

## Религија
Хваршини су муслимани (сунити). Уз ислам, кога су у Дагестан у 8. вијеку донели Арапи, у 9. и 11. вијеку хришћанство је почело да се шири уз подршку владара Грузије и Кахетије. Војни поход које је водио Тимур (у 14. вијеку) помогао је у сузбијању ширења хришћанства и знатно учврстио ислам на овим просторима. До 16. вијека ислам је постао званична религија. До појаве ислама и хришћанства Хваршини су били пагани који су практиковали своје обичаје. Елементи паганских обичаја преживјели су до данас.

## Култура и поријекло
Културни развој Хваршина прати опште карактеристике дагестанске културе. Једини културни елемент који их разликује од других аваро-андо-дидојских народа је језик, све остале компоненте разликују се само у детаљима. Приметан је и одређени грузијски утицај на њихову културу.
Поријекло Хваршина је предмет академског спора већ годинама и постоји неколико хипотеза о овом питању, као и код већина мањих народа који се налазе на подручју Дагестана. Током педесетих и шездесетих година 20. вијека постојали су покушаји да се етничка разноликост Дагестана објасни кроз традиционалну теорију територијалне изолације. Међутим, у случају Андо-дидојских народа ово објашњење није убедљиво. У сливу ријеке Анди-Којсу, нема изолације између суседних етничких група. 1980. година М. Агларов сугерисао је да је етничка разноликост овог региона резултат полиструктурног политичког система, који је због својих малих независних политичких јединица (слободне заједнице, удружене заједнице), стабилног друштва и фиксних граница фаворизовао лингвистичку фракционализацију.

## Историја
Историјски гледано, Хваршини су као и остали мањи аваро-андо-дидојски народи Дагестана, уско повезани са Аваријом, поменутом као Серир, у радовима древних аутора. Упркос тешким планинским условима, трупе неколико страних армија су стизале до територија Хваршина: Арапи у 8. вијеку, у 12. и 13. вијеку, па затим Монголи и Татари, у 16. и у 17. вијеку Турци и Перзијанци. Након њих, у 18. вијеку овај дио освајају Руси. У 16. и у 17. вијеку Хваршини су формирали своју властиту политичку јединицу под називом „слободна заједница”. Та слободна заједница се састојала се од шест села у планинама Квала-Кир. Њихова зависност од Авара била је само номинална.
Хваршинско друштво је било структуирано као патријархално-феудално друштво у којем су живот регулисали „адат” (обичајно право) и шеријат (исламско право). Упркос разликама у индивидуалном богатству, класични облици феудализма нису били развијени у њиховом друштву. Скупштина заједнице („рукен”) коју је водио савет старјешина („џамат”) чинио је највиши орган у заједници. Извршни и судски органи су бирани од стране скупштине.
Године 1806. територије Хваршина су биле прикључене Русији, али је руска централна власт почела да утиче на локални живот тек 1870. година након административне реформе. Као резултат тога дошло је до раста локалне економије (развоја монетарних односа и веза између Дагестана и руских тржишта).

## Економија
Планинско окружење, локална клима и обиље пашњака погодовали су развоју сезонског узгоја стоке. Највише су узгајане овце, али су узгајана и говеда и коњи као радна стока за обрађивање земље и вучу. Планински рељеф и оскудица обрадиве земље нису погодовали земљорадњи. Користили су терасаста поља да би поправили приносе. Током друге половине 19. вијека почело се са узгојем кромпира и одређеног поврћа, али је ипак жетва била оскудна, а додатне залихе су морали добијати из села која су била у равничарским дијеловима. Економска сарадња развијена је међу народима слива ријеке Анди-Којсу и заједнице су се специјализовале за одређену врсту комерцијалне производње.

## Рат и период русификације
Почетком 20. вијека религиозни и националистички покрети унели су немир у живот Хаваршинског народа. Ови покрети су се појавили током Првог светског рата. У том периоду сепаратизам и панисламизам постали су популарни у Дагестану, иако није било неких акција у виду борбе за независност међу Хваршинцима. Током следећих година 1917/1918. у Дагестану је консолидовано неколико центара моћи, „Дагестански национални одбор” формиран је у Темир-Хан-Шуру у септембру 1917, док је „Савез Планинаца” у Тбилисију основан 11. маја 1918. године. Циљ ових институција био је ослободити народе Кавказа и Дагестана од суверенитета Русије.
Једна од најважнијих војних сила Руског царства била је војска Дењикина, која је у мају 1918. године освојила велики број значајних центара (Дербент, Хасавјурт, Петровск) и побједила бољшевички Комитет у Петровску који је формиран у децембру 1917. У периоду од 1918. до 1919. године Кавказ је нападнут од стране турске и енглеске војске. Националистичке трупе које су исцрпљене борбом против Дењикинове војске морале су се предати у прољеће 1920. године. Совјетски режим је успостављен у Дагестану до јесени исте године. Планинске регије Дагестана задржале су своје националистичке тежње и до 10 или 15 година касније, све док их нису угушили физичким истребљењем и депортацијама током периода колективизације.
Послије Другог светског рата, совјетски политичари су радили на промјени ставова и начина размишљања планинских народа. Резултати су евидентни у савременом хваршинском друштву. Најочигледније су промјене у материјалној култури, због притиска европског урбанизма. Промене су утицале на традиционалну одјећу, уређаје за домаћинство, начин градње и традиционалну храну. Промјене у нематеријалној култури нису у толикој мјери видљиве. Дезинтеграција ендогамије довела је до мешовитих бракова и све већих миграција у равнице и подножје планина. Данас, најважнија јединица друштвене организације је породица, која је замјенила бивши клан или заједницу („тухум”) који је нестао. Положај жена се такође промијенио у хваршинском друштву, јер су сада укључене у друштвени живот изван куће, што није била карактеристика у прошлим временима.

## Школовање
Образовање на матерњем језику никада није било могућност за Хваршинце, иако је то предложено у декретима 10. конгреса комунистичке (бољшевичке) партије Русије. То се оправдава чињеницом да су Хваршини, као народ мали, и да су њихова култура и језик за цијелокупну идеологију небитни. Из тог разлога, као и остали мањи народи Дагестана, нису имали образовање на сопственом језику већ на страним језицима (до 5. године аварски језик, а касније на руски језик). Образовни систем је имао задатак да шири идеологију централне власти. Ово је било и главно средство за ширење новог начина размишљања.